# 奥花园宫

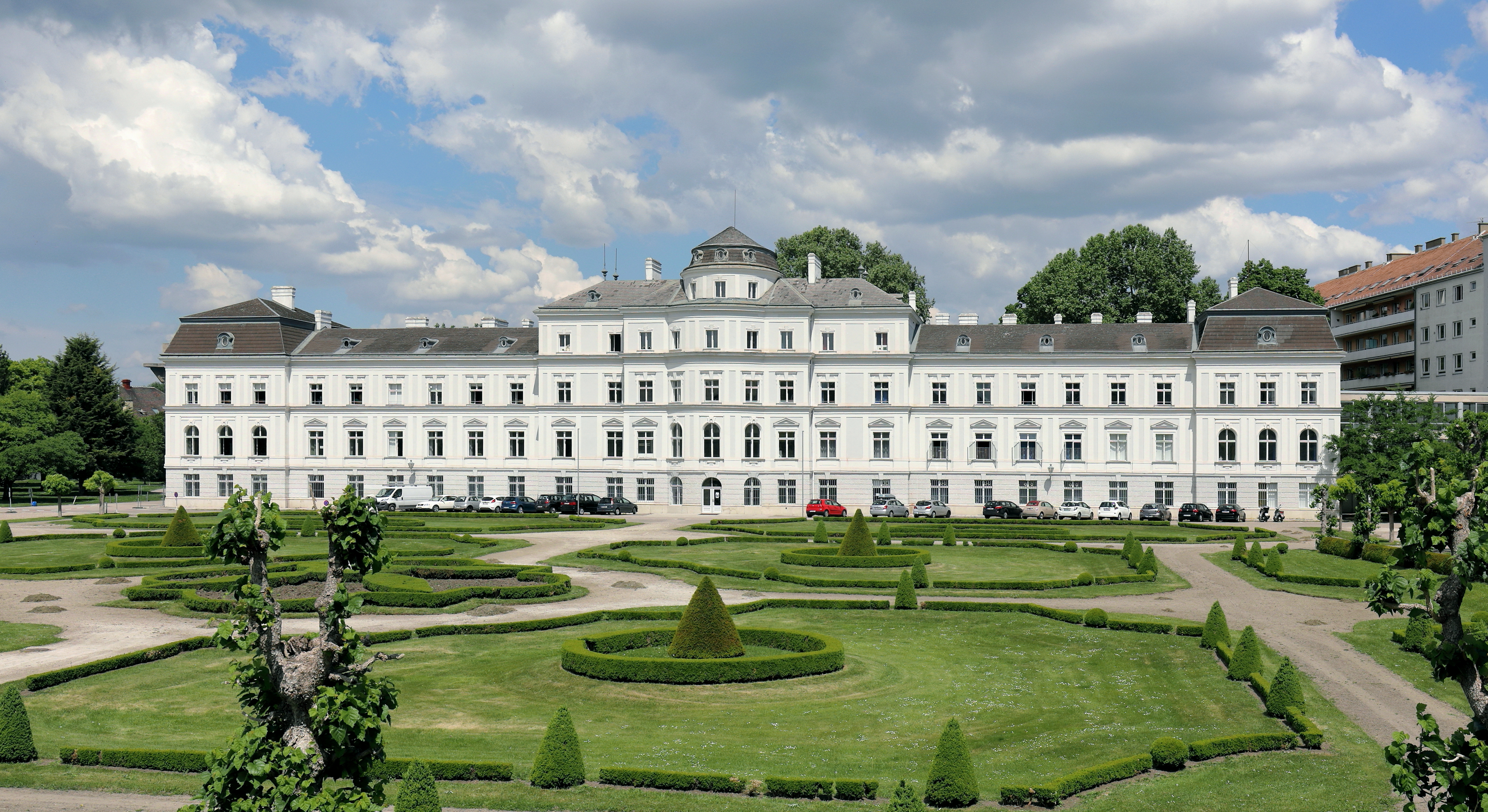
奥花园宫

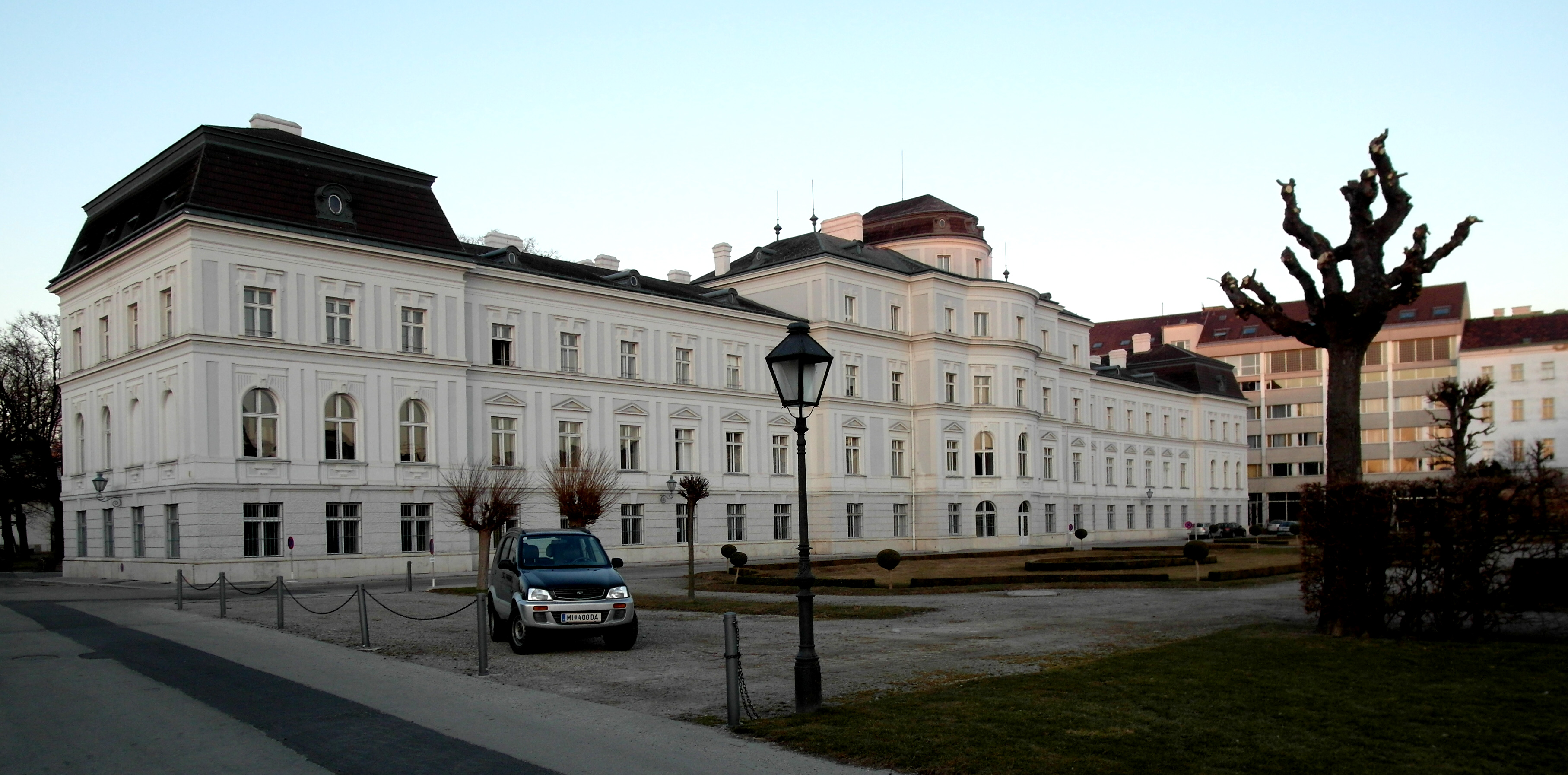

奥花园宫（Palais Augarten）是奥地利维也纳的一座巴洛克宫殿，位于利奥波德城区 由约翰·伯恩哈德·冯·菲舍尔埃拉赫于17世纪末，在狩猎城堡和花园原址上兴建。十九世纪，弗朗茨·約瑟夫一世皇帝扩建了宫殿和花园。尽管遭遇第二次世界大战期间的巨大破坏，这座宫殿几乎一直保持原来的样子，许多原来的家具仍在原处。今天，奥花园宫是维也纳少年合唱团的驻地、排练场地和学校。 奥花园是维也纳最古老的巴洛克花园。